# Дашгин Гюлмамедов
Дашгин Гюлмамед-оглъ Гюлмамедов (на грузински: დაშგინ გულმამედ–ოკლი გულმამედოვი) е грузински политик и президент на НААГ (2002).
От 2011 г. е майстор на спорта на Грузия по бой без правила (WFMC) и от 2012 г. – майстор на спорта международна категория по кикбокс (WFMC).

## Семейство
Дашгин Гюлмамедов е роден на 12 септември 1977 г. в село Качагани, Марнеулски район, Грузинска ССР (днес Република Грузия). Там преминава и детството му. Завършва средно училище №1 в град Марнеули.
Принадлежи към тюркския етнос карапапаци. Прадядото на Дашгин, Хамид Гюлмамедли (1875 – 1975), участва в Първата световна война като кавалерист в Татарския конен полк на Кавказката туземна конна дивизия. Баща му, Гюлмамед Гюлмамедов (1923 – 2007), е участник във Втората световна война, впоследствие обществен и политически деец, член на Върховния Меджлис на азърбайджанците в Грузия (НААГ).
Дашгин Гюлмамедов принадлежи към карапапакския род Гюл, за който се смята, че са потомци на кипчаци. Предците му, като част от армията на кипчакския хан Атрак се преселват през 1118 г. (по времето на цар Давид VI Строителя) от територията на съвременна Украйна в Тюркоба – населена с тюркски племена провинция в източна Грузия. До втората половина на ХVI век родът Гюл изповядва тенгризма. След присъединяването на тази част от Грузия към Сефевидската империя на шахиншах Тахмасп I целият род приема исляма.
Дашгин Гюлмамедов е шат ашина тюрк карапапак (т.е. „принц“ на карапапаците).